# Cursorius coromandelicus
Cursorius coromandelicus là một loài chim trong họ Glareolidae.

## Hình ảnh

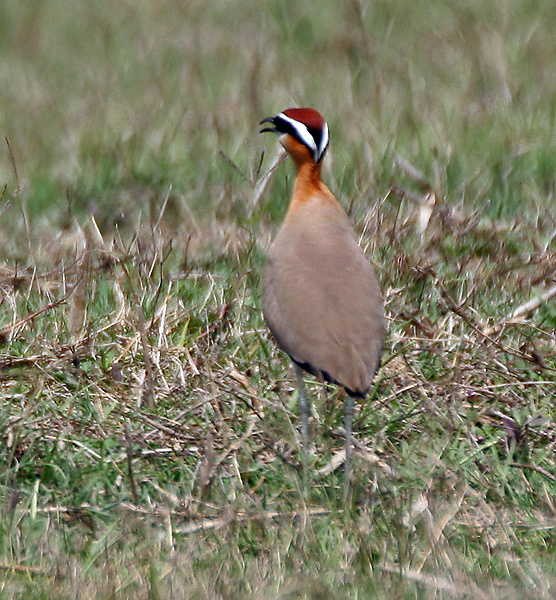
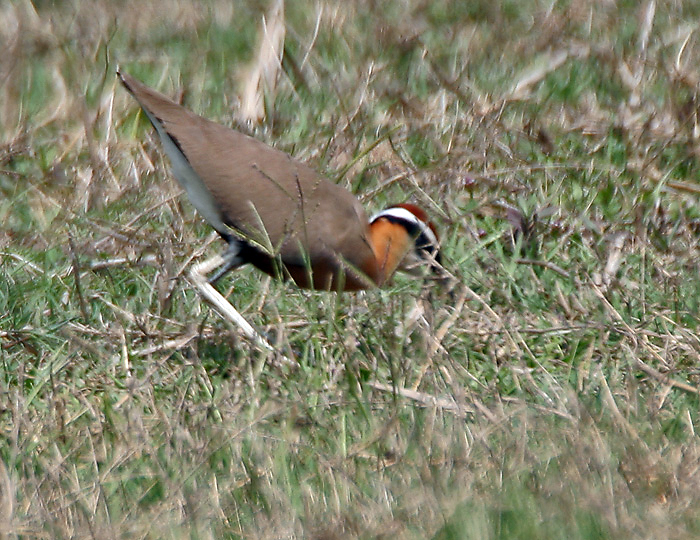